# Carola (grusza)
Grusza 'Carola'  – odmiana uprawna (kultywar) gruszy należąca do grupy grusz zachodnich. Jesienna odmiana wyselekcjonowana w Szwecji w 1957 roku przez Olafa Bergendala. Krzyżówka odmian 'Johantorp' i 'Komisówka'. W Polsce pojawiła się w latach 80 XX wieku, do Rejestru Odmian wpisana w 1998 roku.

## Morfologia
PokrójDrzewo rośnie umiarkowanie silnie. Korona wzniesioną, średnio zagęszczającą się, łatwa w formowaniu, konary odchodzą od przewodnika pod szerokim kątem. Ze względu na wytwarzanie dużej ilości pionowych pędów jednorocznych wymaga cięcia letniego.
OwoceDuże lub bardzo duże, niesymetryczne, szerokostożkowate, wydłużone, mocno zwężające się przy szypułce. Skórka zielona, gładka, po dojrzeniu żółtozielona pokryta od strony nasłonecznionej, czerwonobrązowym rumieńcem. Czasem ordzawiona. Przetchlinki liczne, wyraźne i duże. Szypułka średniej długości i grubości, wygięta, przeważnie osadzona lekko z boku. Kielich średniej wielkości zamknięty lub półotwarty, osadzony w płytkim, ordzawionym z zagłębieniu. Miąższ żółtobiały, zwięzły, średnio ziarnisty, soczysty, bardzo aromatyczny, kwaskowato-słodki. Komórki kamienne słabo wyczuwalne.

## Zastosowanie
Jesienna odmiana deserowa. Polecana zarówno do uprawy towarowej jak i amatorskiej, zwłaszcza w chłodniejszych rejonach. Jest dobrym zapylaczem dla odmian grusz: 'Konferencja' i 'Radana'; natomiast sama jest dobrze zapylana przez 'Amforę', 'Konferencję', 'Dicolor';. Do prawidłowego zapylenia wymagana jest obecność odmiany zapylającej gdyż owoców partenokrpicznych tworzy bardzo mało lub wcale.

## Uprawa
Wcześnie wchodzi w okres owocowania, owocuje obficie, przeważnie regularnie. Kwitnie średnio wcześnie.

### Podkładka i stanowisko
Jako podkładki zaleca się do nasadzeń amatorskich siewki gruszy kaukaskiej, w sadach intensywnych lepiej sprawdzają się typy pigwy, zwłaszcza pigwa S1 oraz MA. W starszym wieku wymaga cięcia prześwietlającego.

### Zdrowotność
Na mróz bardzo odporna, na parcha średnio odporna, wrażliwa na zarazę ogniową. Mało podatna na choroby drewna i kory.

### Zbiór i przechowywanie
Zbiór owoców najczęściej przypada na połowę września. Do spożycia nadają się po 3-4 tygodniach od zbioru. W chłodni można je przechować do końca stycznia.